# 31936 Bernardsmit
31936 Bernardsmit este un asteroid din centura principală de asteroizi.

## Descriere
31936 Bernardsmit este un asteroid din centura principală de asteroizi. A fost descoperit pe 6 aprilie 2000 la Socorro, New Mexico, în cadrul proiectului LINEAR. Asteroidul prezintă o orbită caracterizată de o semiaxă mare de 2,61 ua, o excentricitate de 0,17 și o înclinație de 2,5° în raport cu ecliptica.